# جوناس راسموسن (لاعب كرة الريشة)
جوناس راسموسن (بالدنماركية: Jonas Rasmussen)‏ هو لاعب كرة الريشة دنماركي، ولد في 28 أكتوبر 1977 في آرهوس في الدنمارك.

## وصلات خارجية
- جوناس راسموسن على موقع BWF.tournamentsoftware.com (الإنجليزية)
- جوناس راسموسن على موقع BWFbadminton.com (الإنجليزية)
- جوناس راسموسن على موقع اللجنة الأولمبية الدولية (الإنجليزية)
- جوناس راسموسن على موقع أوليمبيديا (الإنجليزية)